# Peter Heatly
Peter Heatly (Edinburgh, 9 juni 1924 – aldaar, 17 september 2015) was een Schots schoonspringer. Hij nam voor het Verenigd Koninkrijk deel aan twee edities van de Olympische Zomerspelen: Londen 1948 en Helsinki 1952. Heatly won drie gouden, één zilveren en één bronzen medaille bij de Gemenebestspelen. Zijn kleinzoon James is ook een succesvol schoonspringer.

## Biografie
Peter Heatly won in 1937 zijn eerste titel: de prijs voor beste schoonspringer van Oost-Schotland. Hoewel een deel van zijn sterkste jaren vielen in de Tweede Wereldoorlog, domineerde hij van eind jaren 40 tot ver in de jaren 50 bij de Britse schoonspringers. De Schot nam in 1948 deel aan de Olympische Zomerspelen in Londen en werd dertiende op de 3 meter plank en vijfde op de 10 meter toren. Vier jaar later, op de Olympische Zomerspelen in Helsinki, werd hij zestiende op de plank en twaalfde op de toren. Zijn belangrijkste internationale succes was het brons dat hij in 1954 op de toren veroverde bij de Europese kampioenschappen.
Toch was hij het meest succesvol tijdens zijn drie deelnames aan de Gemenebestspelen, waar hij namens Schotland aan meedeed. Hij won er vijf medailles, waarvan drie gouden. Heatly won in 1950 en 1958 goud op de plank en in 1954 op de toren. Na zijn sportieve carrière was hij nog jarenlang actief in de sportwereld als voorzitter van diverse raden. Hij werd in 1971 benoemd tot Commandeur in de Orde van het Britse Rijk en werd in 1990 geridderd. Zijn kleinzoon James Heatly (geboren in 1997) werd eveneens een succesvol schoonspringer, en nam onder meer deel aan de Gemenebestspelen 2014 en won goud op de Europese Spelen 2015.
Heatly huwde in 1948 met zijn eerste vrouw en, na haar overlijden in 1979, in 1984 met zijn tweede echtgenote. Lady Mae Heatly had net als Heatly haar eerdere partner verloren en had vier kinderen. Heatly zelf had uit zijn eerste huwelijk ook vier kinderen.
De Schot werd in 2016 als erelid opgenomen in de International Swimming Hall of Fame.

## Erelijst
- Europese kampioenschappen: 1x
- Britse Gemenebestspelen: 3x , 1x , 1x